# Остелецкие
Остелецкие (пол. Ostelecki) — дворянский род.
Потомство:
- Петра Остелецкого (XVIII в.);
- войскового товарища Александра Остелецкого и его сына Евстафия, коллежского советника (1820).

## Описание герба
В белом поле чёрный скачущий влево козёл, нижняя часть которого в чёрных и белых шахматах.
Щит увенчан дворянскими шлемом и короной. Нашлемник: вооруженная мечом рука. Намет на щите чёрный, подложенный серебром.